# Ryan Rossiter
Pour les articles homonymes, voir Rossiter.
Ryan Rossiter, né le 14 septembre 1989, est un joueur américain de basket-ball.